# 沂源県
沂源県（ぎげん-けん）は、中華人民共和国山東省淄博市の県。山地が多く、沂河の源流となる河がここから流れている。

## 行政区画
- 街道：歴山街道、南麻街道
- 鎮：魯村鎮、東里鎮、悦荘鎮、西里鎮、大張荘鎮、中荘鎮、張家坡鎮、燕崖鎮、石橋鎮、南魯山鎮